# グリニド
グリニド系薬剤（Glinide）は、2型糖尿病の治療に使用される経口糖尿病薬に属する薬剤である。構造設計や作用機序において、スルホニル尿素と密接に関連し、体内のインスリン分泌を刺激することから、スルホニル尿素類似物質とも呼ばれることがある。現在日本で販売されているものは、ミチグリニド、レパグリニド、ナテグリニドである。

## 医学的用途
グリニドは2型糖尿病に使用される。ドイツ糖尿病協会の診療ガイドラインでは第一選択薬には含まれないが、食事療法、減量、運動療法による代謝のコントロールが充分でなく、ビグアナイド系薬剤であるメトホルミンの単剤療法がうまくいかない場合に用いることができるとしている。レパグリニドはメトホルミンとの併用に加えて単剤でも、ナテグリニドはメトホルミンとの併用療法でのみ承認されている。

## 副作用
インスリン分泌促進型抗糖尿病薬によるインスリンの放出は服用時点での血糖値とは無関係であるため、グリニドを使用すると低血糖反応が起こる危険性がある。しかしグリニドの半減期は短いので、特に夜間の低血糖のリスクはスルホニル尿素よりも低いと言われている。その他の副作用としては、腹痛、悪心、嘔吐、下痢などの消化器系障害がナテグリニドで高頻度に、レパグリニドでまれに認められ、過敏症（アレルギー反応）、肝酵素上昇（両グリニドとも同様にまれに認められる）、視覚障害などがレパグリニドに認められる。
レパグリニドにより、雄ラットで甲状腺および肝臓の良性腺腫（腫瘍）の発生率が増加した。ナテグリニドでは、そのような影響は見られなかった。

## 相互作用
グリニドの作用機序と薬物動態により、さまざまな薬物相互作用が起こる可能性がある。例えば、ACE阻害薬は血糖降下作用を増強し、利尿薬、副腎皮質ホルモン剤、交感神経刺激薬などは作用の減弱に繋がる。レパグリニドとゲムフィブロジルの同時摂取の禁忌の例に示されるように、シトクロムP450酵素の阻害薬および誘導薬は、グリニドの血漿中濃度および治療効果に大きな影響を与えることがある。

## 作用機序
グリニドはスルホニル尿素と同様に膵臓β細胞の細胞膜上のATP依存性K+（KATP）チャネルに結合するが、結合親和性が弱く、SUR1結合部位からの解離が早いのが特徴である。これにより細胞内のカリウム濃度が上昇し、膜電位がより正電位になる。この脱分極により、電位依存性Ca2+チャネルが開口する。細胞内カルシウムの上昇により、インスリン顆粒が細胞膜に融合（エキソサイトーシス）し、（プロ）インスリンの分泌が促進される。このような作用機序から、グリニドはインスリン抵抗性抗糖尿病薬のグループに属している。

## 薬物動態
スルホニル尿素と異なる点は、グリニドの薬物動態学的特性である。特に注目すべきは、吸収が早く、半減期が短い点である。ナテグリニドやレパグリニドでは約1時間、頻用されているスルホニル尿素剤のグリベンクラミドやグリメピリドでは約2〜3時間で血漿中濃度が最大となる。また、グリニドの服用は主食の少し前が良いとされているのは、この服用時間の短さが理由である。グリニドの生物学的利用能は60〜75％であり、スルホニル尿素の90〜100％よりやや低い。ナテグリニドは主にCYP2C9によって、レパグリニドは主にCYP2C8によって分解される。排泄の際、グリニドは異なる挙動を示す。ナテグリニド代謝物は主に腎臓から排泄され、レパグリニド代謝物は主に胆汁、最終的には便を経由して排泄される。

## 実例
1999年6月、最初のグリニド系薬剤であるナテグリニドが承認された。その後ミチグリニドが2004年1月に、レパグリニドが2011年1月に承認された。米国で最初に承認されたものはレパグリニド（1997年）である。

## 参考資料
1. ↑  Blicklé JF (April 2006). “Meglitinide analogues: a review of clinical data focused on recent trials”. Diabetes Metab. 32 (2):  113–20. doi:10.1016/S1262-3636(07)70257-4. PMID 16735959.
2. ↑  Aktories K., Förstermann U., Hofmann F., Starke K.: Allgemeine und Spezielle Pharmakologie und Toxikologie. 9. Auflage. Urban & Fischer Verlag/Elsevier Verlag, München/Jena 2006, ISBN 978-3-437-44490-6, S. 626–629.
3. ↑  Deutsche-Diabetes-Gesellschaft: Diabetes mellitus Typ 2, Praxisleitlinie DDG (PDF; 856 kB), abgerufen am 23. Januar 2013.
4. ↑  Richard Daikeler, Götz Use, Sylke Waibel: Diabetes. Evidenzbasierte Diagnosik und Therapie. 10. Auflage. Kitteltaschenbuch, Sinsheim 2015, ISBN 978-3-00-050903-2, S. 160 f.
5. ↑  Mutschler E., Geisslinger G., Kroemer HK., Ruth P, Schäfer-Korting M.: Arzneimittelwirkungen. Lehrbuch der Pharmakologie und Toxikologie. 9. Auflage. Wissenschaftliche Verlagsgesellschaft. Stuttgart 2008. S. 419. ISBN 3-8047-1952-X.
6. ↑  Rote Liste Online: Fachinformation NovoNorm® (Repaglinid), abgerufen am 22. September 2008.
7. ↑  Rote Liste Online: Fachinformation Starlix® (Nateglinid), abgerufen am 22. September 2008.
8. ↑  Starlix (nateglinide) prescribing information, fda.gov
9. ↑  Rote Liste Online: Fachinformation NovoNorm® (Repaglinid), abgerufen am 22. September 2008.
10. ↑  Rote Liste Online: Fachinformation Starlix® (Nateglinid), abgerufen am 22. September 2008.
11. ↑  Aktories K., Förstermann U., Hofmann F., Starke K.: Allgemeine und Spezielle Pharmakologie und Toxikologie. 9. Auflage. Urban & Fischer Verlag/Elsevier Verlag, München/Jena 2006, ISBN 978-3-437-44490-6, S. 626–629.
12. ↑  Aktories K., Förstermann U., Hofmann F., Starke K.: Allgemeine und Spezielle Pharmakologie und Toxikologie. 9. Auflage. Urban & Fischer Verlag/Elsevier Verlag, München/Jena 2006, ISBN 978-3-437-44490-6, S. 626–629.
13. ↑  Mutschler E., Geisslinger G., Kroemer HK., Ruth P, Schäfer-Korting M.: Arzneimittelwirkungen. Lehrbuch der Pharmakologie und Toxikologie. 9. Auflage. Wissenschaftliche Verlagsgesellschaft. Stuttgart 2008. S. 419. ISBN 3-8047-1952-X.
14. ↑  Prandin (repaglinide) prescribing information, fda.gov